# Homburgo
Homburgo (em alemão: Homburg) é uma comuna da Suíça, no Cantão Turgóvia, com cerca de 1.450 habitantes. Estende-se por uma área de 21,1 km², de densidade populacional de 69 hab/km². Confina com as seguintes comunas: Herdern, Mammern, Müllheim, Pfyn, Raperswilen, Steckborn, Wigoltingen.
A língua oficial nesta comuna é o Alemão.